# Eremophila pinnatifida
Eremophila pinnatifida là một loài thực vật có hoa trong họ Huyền sâm. Loài này được Chinnock mô tả khoa học đầu tiên năm 2007.